# Basilissopsis hakuhoae
Basilissopsis hakuhoae is een slakkensoort uit de familie van de Seguenziidae. De wetenschappelijke naam van de soort is voor het eerst geldig gepubliceerd in 2008 door Kurihara & Ohta.